# Mitsubishi 6B3
Двигатель Mitsubishi 6B3 — V6 шестицилиндровый бензиновый двигатель внутреннего сгорания, производящийся Mitsubishi Motors с октября 2006 года. Впервые был представлен на автомобиле Mitsubishi Outlander в Северной Америке.

## 6B31

### Устанавливается на
- Mitsubishi Outlander (2007—2020)[3]
- Mitsubishi Pajero Sport (2012 — настоящее время)[4]

### Технические характеристики
Двигатель Mitsubishi 6B31 оснащён алюминиевым регулируемым впускным коллектором, в котором используется изготовленный из смолы 2-ступенчатый индукционный регулирующий клапан, обеспечивающий преимущества тактов и автоматически переключающийся в зависимости от частоты крутящего момента. Заслонка внутри индукционного регулирующего клапана остаётся закрытой ниже 3600 оборотов в минуту, при которых она потом открывается для увеличения мощности. Расположение системы EGR вдали от дроссельной заслонки улучшает расход топлива за счёт снижения температуры, поступающей в систему рециркуляции выхлопных газов EGR. В 2010 году степень сжатия двигателя была увеличена с 9.5:1 до 10.5:1.